# Trstinové jazero
Trstinové jazero je přírodní památka v oblasti Prešov. Leží v katastrálním území obce Slanec v okrese Košice-okolí v Košickém kraji v nadmořské výšce 437 metrů. Území bylo vyhlášeno či novelizováno v roce 1990 na rozloze 0,8291 ha. Ochranné pásmo nebylo stanoveno.  

## Fauna a flora
Nachází se zde:
Obojživelníci
Blatnice skvrnitá (Pelobates fuscus), čolek horský (Ichthyosaura alpestris), čolek obecný (Lissotriton vulgaris), čolek velký (Triturus cristatus), kuňka žlutobřichá (Bombina variegata), mlok skvrnitý (Salamandra salamandra), ropucha obecná (Bufo bufo)
Plazi
Slepýš křehký (Anguis fragilis), Užovka obojková (Natrix natrix)
Ptáci
Červenka obecná (Erithacus rubecula), kachna divoká (Anas platyrhynchos), slípka zelenonohá (Gallinula chloropus), zvonek zelený (Chloris chloris)
Ohrožené druhy rostlin
Kapradiník bažinný (latinskyThelypteris palustris)